# Toro loco
Toro loco è un brano del cantante Piero Pelù, secondo singolo estratto, nel 2000, dall'album Né buoni né cattivi.

## Descrizione
Esistono due versioni del singolo, quella standard ed una remixata dagli Eiffel 65. Grazie alla versione remixata, il singolo è arrivato primo in tutte le charts dance più importanti d'Italia.

## Videoclip
Per il singolo fu diretto anche un videoclip, che mostra alcune sequenze dell'encierro di Pamplona, alternate a quelle che mostrano Pelù cantare travestito da torero.
Le scene finali del video sono state registrate nel vecchio Lunapark all'Idroscalo di Milano.

## Tracce

### Edizione standard
1. Toro loco

### Edizione remixata
1. Toro loco (Radio Edit)
2. Toro loco (Extended version)
3. Toro loco (Instrumental)
4. Toro loco (Album version)
5. Toro loco (Solo voce)

## Classifiche

### Classifiche di fine anno
| Anno | Paese  | Posizione |
| ---- | ------ | --------- |
| 2000 | Italia | 35        |